# 経時マスキング
継時マスキングあるいは経時マスキング（けいじマスキング、英語: temporal masking）とは、ある刺激が存在することによって、時間的にその直前または直後にある他の刺激の知覚が妨害（干渉）されること。

## 聴覚の継時マスキング
聴覚における継時マスキングとは、突然大きな音がしたとき、その前後の音が聞こえなくなること。先行する音がマスクされる場合を逆向マスキング（英: backward masking）、後続の音がマスクされる場合を順向マスキング（英: forward masking）と呼ぶ。マスクする音（マスカ）とマスクされる音（マスキともいう）の時間間隔が大きくなると、その効果は指数関数的に弱まる。逆向マスキングの場合は約20ミリ秒まで、順向マスキングの場合は約100ミリ秒までが限度である。
同時マスキングと同様、継時マスキングも聴覚系で行う周波数解析の性質と関係が深い。複雑な倍音から成る音（例えば、基本周波数500Hzののこぎり波）の順向マスキングの閾値は、最初のいくつかの倍音を中心とした周波数帯の閾値のピーク（すなわち、高マスキングレベル）を表している。実際、順向マスキングの閾値から測定した可聴域は、同時マスキングから測定した可聴域よりも狭く正確である。
継時マスキングを、耳の中での音響反射（中耳で意図せずに起きる反応であり、大きな音から耳の中の繊細な構造を守る）と混同すべきではない。

## 視覚の継時マスキング
- 逆向マスキング
- パターンマスキング
- メタコントラスト